# 库巴汗国
库巴汗国是1726年—1806年存在于高加索地区的一个半独立汗国，为伊朗的藩属国。该国疆域包括今阿塞拜疆东北部和俄罗斯联邦达吉斯坦共和国南部一带，东邻里海，北邻杰尔宾特汗国，西邻舍基汗国，南邻巴库汗国和希尔万汗国。
1726年，侯赛因·阿里汗建国，首都最初位于胡达特，1735年迁都至库巴。法塔利汗在位的1758年至1789年间，汗国发展达到了顶峰。法塔利汗去世后，汗国的影响力大减。1804年，俄罗斯与波斯再次爆发战争，1806年俄罗斯军队占领库巴汗国，末代库巴汗谢哈利汗先降后叛，1809年1月，俄罗斯正式废除库巴汗国，设立库巴省（Кубинской провинции）。1813年战争结束，俄波两国签署《古利斯坦条约》，原库巴汗国一带正式被割让给俄罗斯。

## 历代库巴汗
- 1680 – 1721 - Huseyn Ali Khan
- 1721 - Ahmad Khan
- 1721 – 1722 - Chulaq Surkhay Khan
- 1722 – 1758 - Husayn Ali Khan
- 1758 – 1789 - Fatali Khan
- 1789 – 1791 - Ahmad Khan
- 1791 – 1806 - Shaykh Ali Agha
- 1806 – 1816 - Husayn Khan